# Oesophagocystis dissimilis
Oesophagocystis dissimilis är en plattmaskart. Oesophagocystis dissimilis ingår i släktet Oesophagocystis och familjen Didymozoidae. Inga underarter finns listade i Catalogue of Life.